# Лукеча Іван Миколайович
Іва́н Микола́йович Луке́ча (1 липня 1949, Страбичово, УРСР — 26 жовтня 2018, Мукачево, Україна) — український політик та промисловець, міський голова Мукачева (1992—1994).

## Життєпис
Сприяв приїзду до Мукачева графині Крістині Шенборн-Бухгейм. Після звільнення з посади мера очолював «Мукачівський пивоварний завод».